# 미들섹스

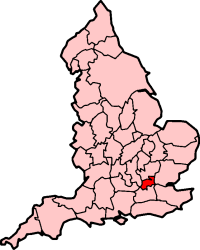
미들섹스

미들섹스(Middlesex)는 잉글랜드의 옛 주이다. 1965년 런던 대확장으로 대부분 지역이 런던에 병합되고 나머지 영역이 인근의 서리주 등에 분할 편입됨에 따라 폐지되었다.